# Lac Bouchette (rivière des Outaouais)
Pour les articles homonymes, voir Bouchette et Lac Bouchette.
Le lac Bouchette est un plan d'eau douce de l'extrémité Sud-Ouest de l'ancien comté de Montcalm, dans la partie Sud de la zec Capitachouane, dans le territoire de Senneterre, dans la municipalité régionale de comté (MRC) de La Vallée-de-l'Or, dans la région administrative de l'Abitibi-Témiscamingue, au Québec, au Canada.
Le lac Bouchette est contiguë avec le lac Kâmakadewpagamik (situé du côté Nord) (altitude : 356 m) lequel reçoit le courant de la rivière Camachigama et contiguë avec le lac Danin (altitude : 356 m). Les lac Bouchette et Danin constituent un élargissement de la rivière des Outaouais qui les traverse vers le Sud-Ouest. Une zone de marais est située du côté Est du lac, soit autour de la rivière des Outaouais.
Le lac Bouchette est situé entièrement en zone forestière. La surface du lac est généralement gelée du début décembre à la mi-avril. La foresterie constitue la principale activité économique de ce secteur.

## Géographie
Très difforme, le lac Bouchette s'allonge sur 6,1 km (axe Nord-Sud) par 5,0 km (axe Est-Ouest). Ce lac comporte de nombreuses baies et presqu'îles. Le lac Bouchette est alimenté par la rivière Camachigama (venant du Nord) et la rivière des Outaouais (venant de l'Est).
L'embouchure du lac Bouchette (côté Sud du lac) se situe à :
- 15,8 km au Nord-Est de la rive Nord du lac Barrière, lequel est traversé par la rivière des Outaouais ;
- 38,3 km au Sud-Est du Lac Capitachouane ;
- 101,44 km au Sud-Est de Senneterre (ville) ;
- 143,5 km au Sud d’une baie du réservoir Gouin[1].

Les principaux bassins versants autour du lac Bouchette sont :
- côté Nord : rivière Camachigama, rivière Capitachouane ;
- côté Est : rivière des Outaouais ;
- côté Sud : réservoir Cabonga ;
- côté Ouest : rivière des Outaouais, réservoir Dozois.

## Toponymie
Le terme "Bouchette" constitue un patronyme de famille d'origine française.
Le toponyme "lac Bouchette" a été officialisé le 5 décembre 1968 à la "Banque des noms de lieux" de la Commission de toponymie du Québec.

## Référence
1. ↑  Atlas du Canada publié sur Internet par le Ministère des ressources naturelles du Canada.
2. ↑  Commission de toponymie du Québec - Banque des noms de lieux - Toponyme: "Lac Bouchette"